# Nicolas Roeg
Nicolas Jack Roeg (Londen, 15 augustus 1928 – 23 november 2018) was een Brits filmregisseur die bekendstaat vanwege zijn bizarre psychologische thrillers.
Roeg begon zijn carrière als cameraman en maakte in 1970 zijn debuut als regisseur met de thriller Performance. Roegs succesvolste en beroemdste film is de paranormale thriller Don't Look Now uit 1974.
In de films van Roeg staan huwelijk en relaties altijd centraal. Zijn films gaan vaak over de negatieve eigenschappen van de mens, spiritualiteit en drugs. Altijd worden zijn films gekenmerkt door één of meerdere gewaagde seksscènes. Ook in technisch opzicht is zijn werk vernieuwend te noemen: Roeg experimenteert met ongewone camerastandpunten, tegendraadse montage-ideeën en het vreemd in beeld brengen van veelal exotische locaties. Roeg gebruikt in zijn films vaak psychedelische popmuziek van bekende artiesten, en ook spelen beroemde popzangers (onder anderen Mick Jagger, David Bowie en Art Garfunkel) dikwijls zelf een hoofdrol in zijn films.

## Biografie
Nicolas Roeg werd in 1928 geboren in Londen als zoon van Nederlandse immigranten.
Roegs carrière begon in 1943, toen hij zich als zestienjarig jochie aanmeldde bij de Londense filmstudio's. Na vervolgens als runner, grip, clapper loader, camera operator en assistent-cameraman te hebben gewerkt, begon hij in 1958 te werken als "director of photography".
Roeg trok als snel grote aandacht bij veel filmregisseurs vanwege zijn originele camerastandpunten, en ook werd hij geroemd om zijn kleurgebruik dat al zijn latere films zou kenmerken. Roeg hield ervan om beelden te vervreemden: doodnormale dingen en gebeurtenissen zo in beeld brengen dat ze voor ons als heel bizar overkomen: surrealisme dus.
Met groot succes werkte Roeg als cameraman aan Lawrence of Arabia, Fahrenheit 495, The Masque of the Red Death en Casino Royale. Het succes van deze films gaf Roeg de gelegenheid om zelf te gaan regisseren.
In 1970 maakte Roeg samen met collega Donald Cammel de psychedelische thriller Performance, waarin de hoofdrol vertolkt wordt door Mick Jagger. Deze film werd een groot succes, maar wekte tevens veel controverse op vanwege het zeer expliciet tonen van geweld, sadisme, drugsgebruik en perverse seks. De film groeide uit tot cultklassieker. Alle elementen van Roegs oeuvre waren erin aanwezig: seks, drugs, vreemde psychologie (in dit geval een identiteitsverwisseling), spiritualiteit (de commune is ook een soort religieuze sekte), botsing van cultuurverschillen en een vreemde visie op het huwelijk (de harem van Mick Jagger) en relaties (de vriendschap tussen Jagger en de misdadiger), en psychedelische popmuziek. Ook maakte hij, net als in latere films, gebruik van cross-time editing en jump shots.
Vervolgens maakte hij de films Walkabout (1972), Don't Look Now (1974), The Man Who Fell To Earth (1976) en Bad Timing (1979). Alle vier deze films waren zowel commercieel als artistiek succesvol. Alle films werden cultklassiekers. Roeg was nu een regisseur met een schare cultfans achter zich.
In de jaren 80 behaalde Roeg echter veel minder succes en waardering. Eureka (1983) en Track 29 (1985) waren grote flops. Evenals Castaway (1987) en Regeneration (1989) behaalden deze films nooit meer het niveau van Roegs oude werk.
Roeg maakte in 1990 een ongebruikelijke stap naar de conventionele cinema met The Witches, een door Disney geproduceerde verfilming van de gelijknamige roman van Roald Dahl. The Witches is de enige conventionele film van Roeg en de film bevat geen enkel kenmerk van zijn regiestijl. Ironisch genoeg was The Witches het grootste succes uit Roegs carrière.
In 1993 verfilmde Roeg Joseph Conrads roman Heart of Darkness. Een roman die eerder de basis vormde voor Apocalypse Now en ook door Orson Welles bewerkt werd. Roeg maakte met Heart of Darkness (1993) een zeer eigenzinnige interpretatie van de roman. Hoewel de film goede kritieken kreeg, konden veel kijkers zich niet vinden in Roegs visie op het verhaal en de film flopte.
Sinds het floppen van Heart of Darkness zegde Roeg de filmwereld vaarwel en maakte hij alleen nog maar producties voor de tv.
Roeg was onder meer getrouwd met Theresa Russell, een actrice die in veel van zijn films speelde, en was met haar ouder van de acteur Maximillian Roeg.

## Filmografie
- 1970: Performance
- 1971: Walkabout
- 1972: Glastonbury Fayre
- 1973: Don't Look Now
- 1976: The Man Who Fell to Earth
- 1980: Bad Timing
- 1983: Eureka
- 1985: Insignificance
- 1986: Castaway
- 1988: Track 29
- 1990: The Witches
- 1991: Cold Heaven
- 1993: Heart of Darkness
- 1995: Two Deaths
- 1995: Full Body Massage
- 1996: Samson and Delilah
- 2007: Puffball